# Remo De Angelis
Remo De Angelis (* 28. Juli 1926 in Rom) ist ein italienischer Stuntman und Schauspieler.

## Leben
De Angelis war seit 1956 vor allem hinter der Kamera tätig; als Stunt-Koordinator, Waffenmeister, Trainer der Schauspieler für Fecht- und Pistolenszenen sowie Beteiligter an Spezialeffekten arbeitete er an zahlreichen Genrefilmen des Abenteuer- und Western-Genres mit. In kleineren Rollen als Stuntman und Darsteller von Nebenrollen agierte er in über fünfzig Filmen meist als seiner Profession angemessene Revolvermänner und Schergen. Seit den frühen 1980er Jahren konzentrierte er sich bis zum Ende des Jahrzehnts auf Aufgaben als Stunt-Koordinator.

## Filmografie (Auswahl)
- 1950: Mißbrauch der Liebe (Il mulatto)
- 1959: Hannibal (Annibale)
- 1959: Herkules, der Schrecken der Hunnen (Il terrore dei barbari)
- 1962: Achilles (L'ira di Achille)
- 1962: Maciste, der Rächer der Verdammten (Maciste all'inferno)
- 1965: Oklahoma John – Der Sheriff von Rio Rojo (Oklahoma John)
- 1966: Django
- 1966: Django, der Rächer (Texas, addio)
- 1967: Tal der Hoffnung (Clint el solitario)
- 1968: Django – Ein Sarg voll Blut (Il momento di uccidere)
- 1968: Django – ich will ihn tot (Lo voglio morto)
- 1968: Die gefürchteten Zwei (Il mercenario)
- 1968: Hasse deinen Nächsten (Odia il prossimo tuo)
- 1968: Mein Körper für ein Pokerspiel (The Belle Starr story)
- 1969: Der blauäugige Bandit (Barbagia (La società del malessere))
- 1969: Fahrt zur Hölle, ihr Halunken (Gli specialisti)
- 1970: Der Einsame aus dem Westen (Sledge)
- 1970: Entführt Rommel! (Consigna: matar al comandante en jefe)
- 1971: Blutspur im Park (Una farfalla con le ali insanguinate)
- 1973: Vier Fäuste schlagen wieder zu (Carambola)
- 1974: Die Spur des Wolfes (Il richiamo del lupo)
- 1978: Agenten kennen keine Tränen (A chi tocca, tocca…!)
- 1982: Monsignor